# Предложение рабочей силы
Предложение, как и спрос, может быть охарактеризовано с помощью шкалы или перечня разных объёмов продукта, которые стремится произвести и продать производитель по определённой цене в определённый промежуток времени. Зависимость объёма предложения от цены фиксируется законом предложения и графически может быть представлена в виде кривой с положительным наклоном.
Для краткосрочного периода поведение совокупного предложения описывается четырём моделям. Это следующие модели:
1. Модель жесткой заработной платы (Model rigid wages).
2. Модель неверных представлений работников (Model incorrect representations of workers).
3. Модель несовершенной информации (Model of imperfect information).
4. Модель жёстких цен (The model of rigid prices).

Общий уровень цен зависит от ожидаемого уровня цен и от размеров производства. Все четыре модели решают две основные проблемы. Первая: допускает ли модель возможность установки равновесия на рынке парке, то есть могут ли цены и заработная плата уравновесить спрос и предложения. Ответ может быть «да» или «нет». Вторая проблема, которую решает каждая модель — ответ на вопрос, какой из рынков — товарный или рынок труда — является несовершенным.
Все модели определённым образом пересекаются и не является при этом несовместимыми. В реальной действительности все моменты, на которые опирается каждая из моделей, могут присутствовать полностью.
В долгосрочном периоде цены на все товары, номинальная заработная плата и процентные ставки абсолютно гибкие и способны свободно расти или снижаться до любых значений, необходимых для уравновешивания спроса и предложения. Поэтому равновесный уровень цен долгосрочного совокупного предложения также абсолютно гибок и может изменяться в любом направлении.
Долгосрочный период, в течение которого рыночный механизм способен самостоятельно восстанавливать потенциальный уровень производства, не подлежит временному определению и может продолжаться слишком долго. Это означает, что рыночный механизм не является достаточно эффективным фактором преодоления спада производства. Поэтому возникает необходимость государственного вмешательства в экономику, которое может фискальными и монетарными мерами предупредить падение совокупного спроса или стимулировать его рост и на этой основе ускорить выход экономики из состояния неполной занятости.

## Модель жёсткой заработной платы
Сторонники этой концепции объясняют положительное влияние ценового механизма на объём производства в ответ на колебания совокупного спроса в краткосрочном периоде тем, что величина номинальной заработной платы фиксированная в коллективных договорах и подлежит, как правило, один раз в год. Поэтому данные колебания экономической конъюнктуры, в силу особенностей установки заработной платы, не могут быть быстро отражены в изменениях величины выдержек. Что происходит с экономикой в связи с этой особенностью поведения заработной платы?
Пусть в силу каких-либо причин совокупный спрос увеличится. При неизменности номинальной заработной платы рост общего уровня цен ведет к падению реальной заработной платы. У фирм появляется стимул расширить занятости, в конечном счете ведет к увеличению общего объёма производства. При допущении, что в момент, за которым следует рост совокупного спроса, экономика находилась в состоянии полной занятости, возможность увеличения объёмов производства за пределы естественного уровня реализуется в том случае, если фактический уровень цен отклоняется от ожидаемого. Так происходит потому, что фирмы и профсоюзы закладывают в коллективные договоры автоматический рост номинальной заработной платы вслед за ростом инфляции. Поэтому реальная заработная плата может измениться и тем самым вызвать рост объёмов производства только в том случае, если фактический прирост цен превысил ожидаемый, то есть произошла неожиданная инфляция.

## Модель неверных представлений работников
Эта модель выходит из противоположного допущения о том, что заработная плата может меняться, играя роль о фактора, уравнивающего спрос и предложение. Главное допущение этой модели состоит в том, что люди ошибочно отождествляют понятие номинальной и реальной заработной платы. Спрос и предложение труда определяются величиной реальной заработной платы. Однако рабочие ранее с точностью могут определять только уровень номинальной заработной платы, поскольку неизвестно, каким будет уровень цен. Поэтому в принципе возможны два варианта, развития событий с допущением ложных представлений рабочих.
Первый вариант — оптимистичный — имеет место тогда, когда рабочие правильно угадали возможные уровни инфляции и реальная заработная плата осталась неизменной, несмотря на рост уровня цен. При втором варианте изменения цен не соответствует ожиданиям, но люди об этом заранее не знают. Самое главное — то, что они видят рост своей номинальной заработной платы и считают, что и реальная заработная плата растет. Несмотря на другую исходную посылку в этой теории, заключительный вывод её такой же, как и в предыдущем: размер производства отклоняется от своего естественного уровня в том случае, если уровень цен отклоняется от ожидаемого.

## Модель несовершенной информации
В третьей модели есть сходства со второй моделью - здесь также имеется предположение о том, что люди ошибочно оценивают динамику реальной заработной платы. Однако в отличие от второй модели, здесь нет допущения о том, что фирмы лучше осведомлены о тенденциях изменения реальной заработной платы, а наоборот, допускается, что и фирмы осведомлены не лучше, чем рабочие.
Любой производитель стремится расширить производство своего товара, если он видит, что цена на него растет. Однако при этом возможна ошибка в оценке настоящего спроса на этот товар. Расширять производство имеет смысл только в том случае, если растет относительная цена выпускаемой этим производителем товара. А точно узнать это невозможно, поскольку проследить за всем кругом покупаемых им товаров и за динамикой их цен невозможно. Здесь также возможны два варианта развития событий.
При первом варианте общий рост уровня цен, при условии, что оно ожидалось данным производителем, не вызовет у него стремление к расширению производства своего товара. Это происходит потому, что относительная цена его товара не изменится, и он об этом знает. При другом варианте допускается, что общий рост уровня цен оказался неожиданным для данного производителя (или таким значимым). В любом случае из факта роста цен на свой товар делается вывод о росте его относительной цены. Общий вывод таков: при росте общего уровня цен в больших размерах, чем он ожидался, производители думают, что увеличились относительные цены именно их товаров, и это стимулирует их к расширению производства.

## Модель жёстких цен
Четвёртая модель выходит из предложения, схожего с предложением первой модели об ужесточении заработной платы. Только в этом случае принцип жесткости касается не цены труда — номинальной заработной платы —, а цен ряда долгосрочных контрактов между фирмами и клиентами. Фактически здесь основное внимание уделяется не рынку труда, а товарному рынку. В данной модели все фирмы разбиты на две группы, исходя из принципа установления цен на свою продукцию. Первая группа фирм устанавливает цену в соответствии с общим уровнем цен и отношением между уровнем совокупного выпуска и природными размерами производства, и поэтому их цены достаточно гибкие. Вторая группа фирм устанавливает цены так, что они являются негибкими, потому что принципы их формирования основываются на ожиданиях, а не на реальной динамике цен.